# Heimbrella
Heimbrella is een geslacht van vliesvleugeligen uit de familie Eurytomidae. De wetenschappelijke naam van dit geslacht is voor het eerst geldig gepubliceerd in 1978 door Subba Rao.

## Soorten
Het geslacht Heimbrella is monotypisch en omvat slechts de volgende soort:
- Heimbrella rotundigaster Subba Rao, 1978